# Ampato
Ampato je vyhaslá sopka v centrálních Andách. Je vysoká 6288 m n. m. a patří mezi ultraprominentní vrcholy. Nachází se 70 km severozápadně od peruánského města Arequipy a sousedí s horami Sabancaya a Hualca Hualca. Na jejích svazích pramení řeka Colca.
Název hory pochází z ajmarského výrazu pro žábu jamp'atu. Datum poslední erupce stratovulkánu není známo, podle odhadů k ní mohlo dojít asi před deseti tisíci lety. Vrchol je tvořen třemi lávovými kužely. Výstup trvá tři až čtyři dny a je poměrně obtížný vzhledem k vrcholovému ledovci a skalním hřebenům. Na svazích se nacházejí klimatické zóny suni a quechua s četnými rašeliništi.
Hora byla předmětem uctívání starých civilizací. V roce 1995 nalezla výprava vedená Johanem Reinhardem v ledové trhlině nedaleko vrcholu dobře zachované tělo dospívající dívky, která bývá nazývána Juanita nebo Panna z Ampata. Podle následujícího výzkumu byla zabita ranou kyjem do temene v rámci rituálu na počest boha Slunce (v její blízkosti byly nalezeny další obětní dary jako rudodřev koka nebo kukuřice). Smrt Juanity byla datována do období Incké říše, zhruba okolo roku 1466.